# Anatole Jakovsky
Anatole Jakovsky (n. 13 august 1907, Chișinău, Imperiul Rus – d. 24 septembrie 1983, Paris, Île-de-France, Franța) a fost un critic de artă francez, scriitor, colecționar, poliglot și specialist în artă naivă. Este cunoscut pentru donația sa de artă care se află la originea muzeului internațional de artă naivă „Anatole Jakovsky” din Nisa.
În 1949 a publicat prima sa carte despre arta naivă, iar în 1958 a prezidat juriul expoziției de artă naivă de la Expoziția Internațională de la Bruxelles. 